# Zsófia Szerafin
Zsófia Sára Szerafin (14 de marzo de 2005) es un deportista húngara que compite en piragüismo en la modalidad de maratón. Ganó una medalla de oro en el Campeonato Europeo de Piragüismo en Maratón de 2025, en la prueba de K2.

## Palmarés internacional
| \| Campeonato Europeo \| Campeonato Europeo \| Campeonato Europeo \| Campeonato Europeo \| \| Año \| Lugar \| Medalla \| Competición \| \| ------------------ \| ------------------------ \| ------------------ \| ------------------ \| \| 2025 \| Ponte de Lima (Portugal) \| Medalla de oro \| K2 \| |                          |                |             |
| Campeonato Europeo |                          |                |             |
| Año | Lugar                    | Medalla        | Competición |
| 2025 | Ponte de Lima (Portugal) | Medalla de oro | K2          |